# Friedrich Wilhelm Adam Sertürner
Friedrich Wilhelm Adam Sertürner je bil nemški lekarnar, ki je odkril morfin, *19. junij 1783, Neuhaus (danes del Paderborna), Nemčija, † 20. februar 1841, Hamelin.
Friedrich Wilhelm Adam Sertürner je delal kot lekarnar v Paderbornu in tam leta 1804 kot prvi izoliral morfin iz opija. Novi alkaloid je poimenoval po grškem bogu spanja Morfeju. V prihodnjih letih je proučeval delovanje in učinke morfina. Leta 1809 je odprl svojo lekarno v Einbecku, leta 1822 pa prevzel še glavno lekarno v Hamelinu in tam delal do svoje smrti leta 1841.